# X-Men (fumetto)
X-Men è una serie a fumetti dedicata all'omonimo gruppo di supereroi mutanti pubblicata negli Stati Uniti d'America dalla casa editrice Marvel Comics a partire dal luglio 2010. È stata la terza a intitolarsi così dopo la prima esordita nel 1963, X-Men (vol. 1) e poi rinominata Uncanny X-Men e la seconda, X-Men (vol. 2), esordita nel 1991 che subì numerosi cambi di titolo e nota infine come X-Men: Legacy. La serie chiuse nel 2013 e nello stesso anno viene rilanciata per la quarta volta come parte del progetto editoriale Marvel NOW!.

## Storia editoriale
Ideata con lo scopo di distinguersi dalle altre testate si focalizza sul ruolo e i rapporti dei mutanti guidati da Ciclope con il resto dell'Universo Marvel all'alba dell'Età degli Eroi coincidente con la sconfitta di Norman Osborn, la fine del Dark Reign e gli eventi successivi al Secondo avvento con cui la messia Hope Summers è ritornata nel presente.
A seguito dello Scisma che ha diviso gli X-Men in due fazioni durante Regenesis la testata viene fatta mantiene l'assetto team-up col resto del universo Marvel utilizzando però un gruppo di personaggi più stabile e ristretto di cui entrerà a far parte Jubilee. A partire dal n. 30 (giugno 2012) lo scrittore Brian Wood e il disegnatore David Lopez prenderanno le redini della serie enfatizzando il ruolo del gruppo come "security team" facendoli confrontare non solo con minacce mutanti.
Concluso il ciclo con il n. 37 (ottobre 2012) Wood e Lopez lasceranno il posto a Seth Peck (testi) e Paul Azaceta (disegni) per gli ultimi quattro numeri della testata che riesumata la formula team-up chiuderà col n. 41 (febbraio 2013). A seguito dell'iniziativa Marvel NOW! che ha l'obiettivo di rilanciare i personaggi Marvel dopo il crossover Avengers vs. X-Men, la testata riparte dal nº 1 (maggio 2013) sceneggiata nuovamente da Wood per i disegni di Olivier Coipel e per la prima volta nella storia con una formazione composta solamente da personaggi femminili. Dal n. 18 la testata passa nelle mani dello scrittore Marc Guggenheim mantenendo il cast al femminile.

## Archi narrativi
- La maledizione dei mutanti (Curse of the Mutants). Qui si assiste all'invasione di S.F. da parte dei vampiri guidati da Xarus, figlio di Dracula e suo erede dopo averlo assassinato, alla trasformazione di Jubilee in una di loro, al piano per vampirizzare tutti i mutanti a cominciare da Wolverine in modo da utilizzarli come esercito per impadronirsi del mondo, alla resurrezione di Dracula ad opera degli X-Men, allo scontro su Utopia fra le forze vampire e quelle mutanti e all'inevitabile sconfitta delle prime, all'uccisione di Xarus per mano del padre e al rinsavimento di Jubilee che sebbene vampira riesce a controllare i propri istinti grazie al sangue (e fattore di guarigione) di Wolverine.

- Servire e proteggere (To Serve and Protect). Qui si assiste alla decisione degli X-Men di essere visti come eroi al servizio della cittadinanza, alla scomparsa di numerosi ragazzi socialmente considerati nerd, all'indagine condotta dal gruppo gruidato da Tempesta fra le fogne di NYC accompagnati dall'Uomo Ragno, alla scoperta che Bestia Nera utilizza i ragazzi per trasformarli in ibridi lucertola-uomo grazie alla formula che ha mutato il dr. Connors in Lizard.

- Dal primo all'ultimo (First to Last). Qui si assiste all'entrata in scena degli Evoluzionari, tre dei primi ominidi a cui Phastos degli Eterni diede il compito di sorvegliare e spianare l'evoluzione delle specie emergenti sulla Terra, al genocidio dei Neo, alla scoperta che anni addietro gli Evoluzionari avevano contattato Xavier e gli originali cinque X-Men per proporre il loro piano di annientamento del genere umano al fine di garantire l'ascesa dei mutanti, alla promessa fatta da Ciclope di riuscire a far sopravvivere ed ereditare il pianeta alla sua specie prima che a tutti venisse cancellata la memoria, allo scontro ad Utopia fra X-Men ed Evoluzionari con la sconfitta di questi ultimi e la morte della maggior parte di loro salvo uno che giura di vendicarsi[20].

- Nel triangolo delle Bermuda (Betrayal in the Bermuda Triangle). Qui si assiste alla richiesta di soccorso di Lee Forrester (ex-amante di Ciclope e Magneto) ritrovata dalla Fondazione Futuro, al viaggio nella dimensione parallela in cui la donna è capitata assieme al collega di spedizione Skull l'uccisore ed al loro boss George Stanislaus, alla scoperta che quest'ultimo si è alleato con gli alieni Scorpius per invadere la Terra, all'apparente alleanza stretta fra l'imperatore Scorpius e Destino allo scopo di utilizzare il portale costruito da Mr. Fantastic per tornare indietro, al ritrovamento di Lee assieme ai nativi del pianeta coi quali è riuscita a stringere un accordo, alla battaglia e successiva vittoria degli X-Men e FF grazie all'aiuto di Destino, al ritorno a casa di entrambe le squadre che danno l'addio a Skull e Lee decisi a rimanere in quella dimensione.

- Traffico di Sentinelle (Machines of War). Qui si assiste ad un traffico di Sentinelle nell'est Europa, alla ricognizione di Domino che riesce ad inviare le prove ad Utopia ma di cui si perdono i contatti dopo un attacco a sorpresa da parte di misteriosi avversari, alla partenza per il Puternicstan (nazione ricca di Uranio contesa fra la Latveria ed il Symkaria) della squadra guidata da Tempesta, all'invito di War Machine di tornare indietro per non creare un incidente internazionale che viene però ignorato, al risveglio di Domino in obitorio poco prima dell'autopsia, alla sua fuga ed alla scoperta che i piani del governo puternicstano sono quelli di utilizzare un esercito di Sentinelle modificate per invadere le nazioni limitrofe e sottometterle, allo scontro fra gli X-Men e War Machine irritato perché disubbidito, all'alleanza contro l'esercito di Sentinelle comandate dalla vendicativa governatrice, all'infiltrazione di Psylocke, Colosso e Jubilee dentro il centro di comando dove si ricongiungono con Domino, al rapimento di Jubilee da parte di Raizo Koda, alla sconfitta della governatrice, del suo piano di conquista ed alla promessa di Tempesta a Ciclope di ritrovare la ragazza.

- Legami di sangue (The Curse is Broken). Qui si assiste al ritrovamento di Jubilee nelle mani di alcuni singolari vampiri che si scontrano con la squadra di Tempesta prima che la ragazza li fermi, alla spiegazione che i Perdonati sono vampiri che hanno superato la voglia di uccidere gli umani per berne il sangue, all'addestramento che Jubilee sta seguendo con loro, all'invasione di mercenari inviati dal clan dell'artiglio con l'obiettivo di riscuotere le taglie sulle loro teste, alla battaglia fra X-Men e Perdonati contro i mercenari, allo vittoria di Jubilee contro Lord Deathstrike che voleva uccidere i suoi amici ed alla sua decisione di rimanere con i vampiri per imparare il più possibile da loro.

- L'apparenza inganna. Qui si assiste all'irruzione di alcuni Skrull all'interno del Baxter Building con l'aiuto di Pixie che crede abbiano sequestrato il piccolo Franklin, allo scontro con la Fondazione Futuro, al furto di un componente tecnologico, all'ingresso del gruppetto nei depositi dei laboratori Horizon in cui sono state stipate le tecnologie aliene dopo l'invasione, all'attivazione di giganteschi robot con il congegno rubato, allo lotta fra gli alieni contro la squadra di Tempesta con l'appoggio della Fondazione Futuro e Uomo Ragno, alla loro sconfitta e alla decisione di lasciarli ripartire per lo spazio.

### Seconda serie
- Primer

Qui si assiste all'attacco di Arkea, virus primordiale e storiella di John Sublime, alla Jean Grey School utilizzando il corpo di Karima Sphadar, e alla sua sconfitta per mano di una squadra di X-Men guidata da Tempesta
- Battaglia dell'atomo Vedi Battaglia dell'atomo

- Muertas Qui si assiste alla resurrezione di Lady Destrhike nel corpo di una mafiosa a colombiana di nome Ana Cortez e alla sua Alleanza con Tifhody Mary, Arkea e l'Incantatrice, e alla nascita di una nuova sorveglianza

- Fantasmi Qui si assiste alla resurrezione di Selene e Madeline Pyor da parte di Arkea e alla morte di quest'ultima per mano di Karima, che poi lascia gli X-Men

## Contributi
| Sceneggiatori                                                                                   | Disegnatori |
| - Victor Gischler, 2010-2012 - Christopher Yost, 2011 - Brian Wood, 2012 - Seth Peck, 2012-2013 | - Paco Medina, 2010-2011 - Chris Bachalo, 2011 - Dalibor Talajic, 2011 - Jorge Molina, 2011-2012 - Will Conrad, 2012 - David Lopez, 2012 - Paul Azaceta, 2012-2013 |

## Formazione
| Numeri                       | Personaggi prima serie | Guest Star                          |
| ---------------------------- | --- | ----------------------------------- |
| 1-6                          | Warren Worthington III (Angelo), Bling!, Ciclope, Colosso, Corazza, Dr. Nemesis, Dust, Emma Frost, Gambit, Husk, Jubilee, Madison Jeffries, Magma, Mercury, Namor, Pixie, Kavita Rao, Rockslide, Rogue, Tempesta, Uomo Ghiaccio, Wolverine, X-23 | Blade                               |
| 7-10                         | Emma Frost, Gambit, Tempesta, Wolverine | Uomo Ragno                          |
| 11                           | Jubilee, Professor X | Raizo Kodo                          |
| 12-15, X-Men Giant-Size n. 1 | Warren Worthington III (Arcangelo), Ciclope, Emma Frost, Magneto, Tempesta, Uomo Ghiaccio, Wolverine | X-Men originali                     |
| 16-19                        | Ciclope, Dr. Nemesis, Emma Frost, Magneto, Pixie, Wolverine, | Fondazione Futuro, Skull l'uccisore |
| 20–23                        | Colosso, Domino, Jubilee, Psylocke, Tempesta, Warpath | War Machine                         |
| 24-27                        | Colosso, Domino, Jubilee, Psylocke, Tempesta, Warpath | I Perdonati                         |
| 28-29                        | Domino, Pixie, Tempesta, Warpath | Fondazione Futuro, Uomo Ragno       |
|                              | Personaggi seconda serie |                                     |
| 1-4                          | Jubilee, Psylocke, Rachel Grey, Rouge, Shadowcat, Tempesta |                                     |
| 5-6                          | Crossover Battaglia dell'Atomo |                                     |
| 7-11                         | Jubilee, Karima, M, Psylocke, Rachel Grey, Tempesta |                                     |